# Zastava Ekvatorske Gvineje
Zastava Ekvatorske Gvineje usvojena je 21. kolovoza 1979.
Sastoji se od vodoravno raspoređenih zelene, bijele i zelene boje, a u lijevom je uglu plavi trokut. U sredini je grb Ekvatorske Gvineje.
Zelena predstavlja džunglu i resurse, plava more i otoke, bijela mir, a crvena borbu za neovisnost.